# سبيل نخاعي مهادي
السبيل النخاعي المهادي (جزء من الجهاز الأمامي الجانبي أو الجهاز البطني الجانبي) هو مسار حسي إلى المهاد. من النواة البطنية الخلفية الجانبيةفي المهاد، تُنقل المعلومات الحسيّة إلى القشرة الحسيّة الجسديّة للتلفيف خلف المركزي.
يتكون السبيل النخاعي المهادي من مسارين متجاورين: الأمامي والجانبي. يحمل السبيل الأمامي النخاعي المهادي معلومات حول اللمسة. في حين ينقل السبيل النخاعي المهادي الوحشي الألم ودرجة الحرارة.

## الهيكل
هناك جزءان رئيسيان من الجهاز الفقري المهادي:
- الجهاز الفقري المهادي الجانبي ينقل الألم ودرجة الحرارة.
- الجهاز النخاعي المهادي الأمامي (أو الجهاز النخاعي المهادي البطني) ينقل اللمس الخام والضغط الثابت.

## روابط خارجية
- ancil-964 في نيورونيمز.

1. ↑  نموذج تأسيسي في التشريح، QID:Q1406710
2. ↑  Christopher J. Mungall؛ Melissa Haendel؛ David Osumi-Sutherland، أوبيرون، QID:Q7876491